# Karen Mowsisjan
Karen Mowsisjan (ur. 6 stycznia 1963) – ormiański szachista, w latach 1993–1997 reprezentant Niemiec, arcymistrz od 1994 roku.

## Kariera szachowa
W 1983 r. zdobył tytuł mistrza Armenii juniorów do 18 lat. Na arenie międzynarodowej zaczął występować pod koniec lat 90. XX wieku, osiągając wiele sukcesów w postaci samodzielnych bądź dzielonych I miejsc, m.in. w latach:
- 1992 – Hamburg,
- 1993 – Berlin (turniej Berliner Sommer), Drezno,
- 1996 – Manresa (wspólnie z Aleksandrem Delczewem), Böblingen (wspólnie z Lwem Gutmanem, Klausem Bischoffem, Giorgim Bagaturowem i Rustemem Dautowem),
- 1997 – Hamburg (wspólnie z m.in. Dorianem Rogozenko),
- 2000 – Mancha Real,
- 2002 – Lorca, Benasque (wspólnie z Wadimem Miłowem),
- 2003 – Mondariz, Maia (wspólnie z Michaelem Oratovskim i Kevinem Spraggettem), Mancha Real (wspólnie z Alexisem Cabrerą),
- 2004 – Mondariz, Cutro,
- 2005 – La Pobla de Lillet (wspólnie z Wiktorem Moskalenko), Mondariz – dwukrotnie (samodzielnie oraz wspólnie z Alejandro Hoffmanem),
- 2006 – Mondariz (wspólnie z Salvadorem Gabrielem Del Río Angelisem), Granada (wspólnie z m.in. Danielem Camporą, Witalijem Koziakiem(inne języki) i Enrique Rodríguezem Guerrero),
- 2007 – Pontevedra, Albacete (wspólnie z m.in. Władimirem Burmakinem i Holdenem Hernandezem Carmenatesem),
- 2008 – Sewilla, Imperia, Mediolan, La Roda (wspólnie z Alexisem Cabrerą i Fidelem Corralesem Jimenezem), Sitges (wspólnie z m.in. Zbigniewem Paklezą i Aleksiejem Barsowem).

Najwyższy ranking w dotychczasowej karierze osiągnął 1 lipca 2009 r., z wynikiem 2570 punktów zajmował wówczas 8. miejsce wśród ormiańskich szachistów.